# Nikola Pećanac
Nikola Pećanac, bosansko-hercegovski general, * 15. november 1913, † ?.

## Življenjepis
Leta 1941 je vstopil v NOVJ in naslednje leto v KPJ. Med vojno je deloval kot poveljnik 3. krajiške brigade.
Po vojni je bil načelnik štaba divizije, poveljnik vojaškega področja in na raznih položajih v Generalštabu JLA.